# 田主丸大塚古墳
田主丸大塚古墳（たぬしまるおおつかこふん）は、福岡県久留米市田主丸町石垣にある古墳。形状は前方後円墳。田主丸古墳群を構成する古墳の1つ。国の史跡に指定されている（史跡「田主丸古墳群」のうち）。

## 概要
福岡県南部、耳納山地北麓の筑後平野を一望する台地（標高70-80メートル）上に築造された大型前方後円墳である。一帯では本古墳のほか装飾古墳の寺徳古墳・中原狐塚古墳・西館古墳などが分布し、本古墳はそれら田主丸古墳群の中で最大規模になる。墳丘は現在までに前方部の大半が開墾等により削平されている。古くは江戸時代の『筑後将士軍談』に記述が見えるほか、これまでに数次の発掘調査が実施されている。
墳形は前方後円形（発掘調査以前は円形と認識）で、前方部を南方向の斜面上方部に向ける。墳丘外表では埴輪は認められていないが、葺石が認められており、石垣状に構築されるという特徴を示す。また墳丘後円部には造出を付す。埋葬施設は横穴式石室であるが、内部は未調査のため詳細は明らかでない。
築造時期は、古墳時代後期の6世紀後半頃（または6世紀後半-末頃）と推定される。当時は磐井の乱（6世紀前半）後の統制で前方後円墳の築造が停止に至る時期であり、全国的にも大型古墳の数は少ないが、それでありながら当地に大型前方後円墳として築造された点で築造背景が注目される古墳になる。また久留米では大規模遺跡として高良山神籠石（高良山城）が知られており、その築城を巡る背景として、本古墳の石垣状葺石に古代山城の石積技術の下地を見る説や、7世紀前半頃まで使用形跡がある本古墳と高良山神籠石との関連を推測する説がある。
古墳域は1993年（平成5年）に旧田主丸町指定史跡に指定され、2002年（平成14年）に国の史跡に指定された。現在は史跡整備のうえで大塚古墳歴史公園として公開されている。

## 遺跡歴
- 江戸時代後期、久留米藩の学者の矢野一貞の『筑後将士軍談』に「当国第一ノ大塚」と記述[5][3]。
- 1977年（昭和52年）の『福岡県遺跡等分布地図』に円墳の「大塚3号墳」として記載[9]。
- 1992年（平成4年度）、確認調査（旧田主丸町教育委員会）[9][10]。
- 1993年（平成5年）7月7日、旧田主丸町指定史跡に指定[3]。
- 1995・1997-2001年度（平成7・9-13年度）、第1-5次発掘調査。大型前方後円墳と判明（旧田主丸町教育委員会）[9][10]。
- 2002年（平成14年）3月19日、国の史跡に指定（史跡「田主丸古墳群」のうち）[8]。
- 2005年度（平成17年度）、古墳北側の史跡整備（久留米市教育委員会）。
- 2006・2013年度（平成18・25年度）、第6・7次発掘調査（久留米市教育委員会）[10]。
- 2013-2014年度（平成25-26年度）、第2期史跡整備（久留米市教育委員会）[11]。

## 墳丘
墳丘の規模は次の通り。
- 墳丘長：103メートル
- 後円部 直径：60メートル
- 前方部 幅：45メートル

前方部は大きく削平を受けているため、墳丘上面の様相は明らかでなく、史跡整備では模式的な墳丘の表現にとどめられている。
付帯施設としては、後円部西側に台形状に張り出す造出が存在する。この造出は、後円部側幅11.5メートル、先端部幅7.5メートル、長さ12.3メートルを測る。ただし墳丘上面は削平されているため、詳細は明らかでない。

## 埋葬施設
埋葬施設は、後円部西側くびれ部付近における横穴式石室。発掘調査では石室入り口の前庭部が認められており、通路幅は2.45メートル、右側壁高さは4メートルを測る。この石室の詳細は未調査であるが、周辺古墳の様相から壁画の存在可能性が推測される。この墓道からは7世紀前半頃の土器が出土している。

## 文化財

### 国の史跡
- 田主丸大塚古墳（史跡「田主丸古墳群」のうち）
2002年（平成14年）3月19日、既指定の史跡「寺徳古墳」に田主丸大塚古墳ほか古墳2基を追加指定、名称を「田主丸古墳群」に変更[8]。

## 現地情報
所在地
- 福岡県久留米市田主丸町石垣（大塚古墳歴史公園内）

交通アクセス
- 鉄道：九州旅客鉄道（JR九州）久大本線 田主丸駅（徒歩約40分）

周辺
- 田主丸古墳群
  - 寺徳古墳
  - 中原狐塚古墳
  - 西館古墳